# Raffaello Caserta
Raffaello Caserta (* 15. srpna 1972 Neapol, Itálie) je bývalý italský sportovní šermíř, který se specializoval na šerm šavlí. Itálii reprezentoval v devadesátých letech. Na olympijských hrách startoval v roce 1996 a 2000 v soutěži jednotlivců a družstev. V roce 1998 obsadil druhé místo na mistrovství světa v soutěži jednotlivců a v roce 1992 a 1995 získal titul mistra Evropy v soutěži jednotlivců. S italským družstvem šavlistů vybojoval na olympijských hrách 1996 bronzovou olympijskou medaili. V roce 1995 vybojoval s družstvem titul mistra světa a v roce 1998 skončil s družstvem na druhém místě na mistrovství Evropy.